# Psychotic Waltz
Psychotic Waltz ([sai'kɔtik wɔl(t)s], звучание можно услышать в композиции In This Place) — прогрессив-метал-группа из Сан-Диего (Калифорния), известная под этим названием с 1988 года. За время своего существования с 1990 года до своего распада в 1997 году выпустила 4 студийных альбома. Большей популярности добилась в Европе, где проходила основная концертная деятельность группы.  Летом 2009 года было объявлено об объединении группы и планах о продолжении студийной деятельности.

## История

### Создание группы
История группы началась в середине 1980-х годов, когда Бадди Лэки, Брайан Макальпин, Дэн Рок, Уорд Эванс и Норм Ледджио из калифорнийского города Сан-Диего основали группу «Aslan» . Название было выбрано в честь персонажа Аслана книги «Лев, Колдунья и Платяной шкаф» Клайва С. Льюиса. Заработав денег на выступлениях и продаже футболок, в 1986 году коллектив записал демодиск из трёх композиций, благодаря которому стал считаться одной из лучших «тяжелых» команд Сан-Диего. После того, как обнаружилось, что название «Aslan» уже занято, группа в 1988 году поменяла имя на Psychotic Waltz.
Это название было выбрано по совету одного из приятелей музыкантов, который назвал музыку группы «психотическими вальсами».
В 1988 году под этой маркой вышло второе демо из четырёх песен, звучавшее значительно тяжелее, чем «Aslan», причем структуры песен были весьма нестандартными.
Плёнка была замечена журналистами, и музыканты взялись за подготовку дебютного альбома.

### A Social Grace (1990)
A Social Grace записывался с 1989 по 1990 год, и был издан в Европе по договору с немецкой компанией Rising Sun Production под собственным лейблом группы Sub Sonic Records. Уникальное звучание «Psychotic Waltz», названное кем-то «прогрессив-хиппи-метал», пришлось по вкусу европейским меломанам, но в США альбом был принят прохладнее. И хотя журналы «Rock Hard» и «Metal Hammer» назвали «A social grace» альбомом месяца, он практически не рекламировался и разошёлся весьма скромными тиражами, фактически оставшись андеграундным. Тем не менее, группа выступила в 1991 году на знаменитом фестивале Dynamo Festival в Нидерландах.
Вскоре после тура, гитарист группы Дэн Рок чудом выжил после падения с моста в процессе дюльфера. После того как он частично оправился от травм, в 1992 году группа была номинирована как лучшая хард-рок-группа на San Diego Music Awards.

### Into The Everflow (1992)
Второй лонгплей, Into the everflow, записывался с августа по октябрь 1992 года в немецкой студии Phoenix Studious. Продюсером альбома выступил фронтмен группы Mekong Delta, Ральф Хьюберт. Диск вышел в Европе под лейблом Dream Circle Records, и так же, как и предыдущий, был весьма положительно принят критиками и назван альбомом месяца многими тематическими журналами. «Psychotic Waltz» устроили небольшое турне в поддержку нового альбома, в течение которого сразу двоим музыкантам пришлось выступать сидя (Дэн ещё не полностью выздоровел, а Брайан Макальпин пострадал в аварии).

### Mosquito (1994)
В это время группа была на пике популярности. Договор на выпуск третьего альбома был заключён с собственным лейблом Ральфа Хьюберта Zardoz music. Пластинку Mosquito коллектив записывал в лос-анджелесской студии «Record Plant» под присмотром известного метал-продюсера Скотта Бернса. Микширование же происходило во флоридской студии «Morrisound». Первоначально альбом вызвал противоречивые отклики: из-за относительной простоты музыкального материала некоторые фанаты обвинили музыкантов в отступлении от принципов. Впрочем, несмотря на такую реакцию и на то, что «Mosquito», также как и предыдущие работы, вышел на небольшом лейбле, он стал для «Psychotic waltz» самым коммерчески успешным альбомом. Этот диск был последним, который коллектив записал в первоначальном составе: после двух европейских туров группу покинул басист Уорд Эванс, вместо которого взяли Фила Каттино.

### Выход альбома Bleeding (1996) и распад группы
Следующий альбом, Bleeding, вышел в 1996 году на лейбле «Intercord records». Публика и критики приняли релиз очень тепло. Пластинку с удовольствием слушали теперь не только в Европе, но и в Америке. Перед тем, как «Psychotic Waltz» начало турне в поддержку альбома, Брайан Макальпин объявил, что не сможет участвовать в нём по семейным обстоятельствам. На двух последних для группы европейских турне его заменял Стив Кокс.
Фил Каттино снял небольшое промовидео на песню «Faded». В 1998 году он подал в суд на группу, утверждая, что освещение на съёмочной площадке вызвало у него слепоту.
Затянувшееся судебное разбирательство и разногласия среди музыкантов, вызванные различными музыкальными интересами, привели к распаду группы. Первым ушёл Лэки, основав группу Deadsoul Tribe и поменяв имя на Девон Грэйвз. После чего остальные участники ещё пытались какое-то время играть вместе, но потом каждый пошёл своим путём. Дэн Рок записал два инструментальных альбома со своим проектом Darkstar, а Ледджио ушёл в Teabag.
После официального распада группа выпустила два альбома с концертными и раритетными записями в 1998-1999 годах. В 2004 м фирма Metal Blade переиздала все четыре студийных альбома с частично изменённым дизайном обложек в виде двух бокс сетов, снабдив их бонус-DVD с клипами и хроникой группы и бонус-диском с редкими демо.

### Возрождение
В августе 2009 года трое из пяти бывших музыкантов Psychotic Waltz возобновили творческую деятельность. Изначально в воссоединении не принял участия гитарист оригинального состава Дэн Рок, и его заменил Стив Кокс, который уже играл в Psychotic Waltz в ходе тура 1996 года. С 4 октября Дэн Рок всё же присоединился к возрождённой группе, восстановив таким образом оригинальный состав. В феврале-марте 2011 года группа участвует в европейском турне вместе с группами Nevermore и Symphony X. Также было объявлено о планах записи нового альбома. В конце 2019 года, группа анонсировала первый альбом за 23 года под названием The God-Shaped Void .

## Дискография

### Демозаписи
- Aslan (1986)
- Psychotic Waltz (1988)

### Студийные альбомы
- A Social Grace (1990)
- Into The Everflow (1992)
- Mosquito (1994)
- Bleeding (1996)
- The God-Shaped Void (2020)

### Пост-релизы
- Live & Archives (1998)
- Dark Millennium (1999)